# Istituto nazionale per l'assicurazione contro gli infortuni sul lavoro
L’Istituto Nazionale per l'Assicurazione contro gli Infortuni sul Lavoro, meglio conosciuto con l'acronimo INAIL, è un ente pubblico non economico italiano che gestisce l'assicurazione obbligatoria contro gli infortuni sul lavoro e le malattie professionali. È sottoposto alla vigilanza del Ministero del lavoro e delle politiche sociali italiano.

## Storia

### La "Cassa Nazionale Assicurazione Infortuni sul Lavoro" e l'assicurazione obbligatoria

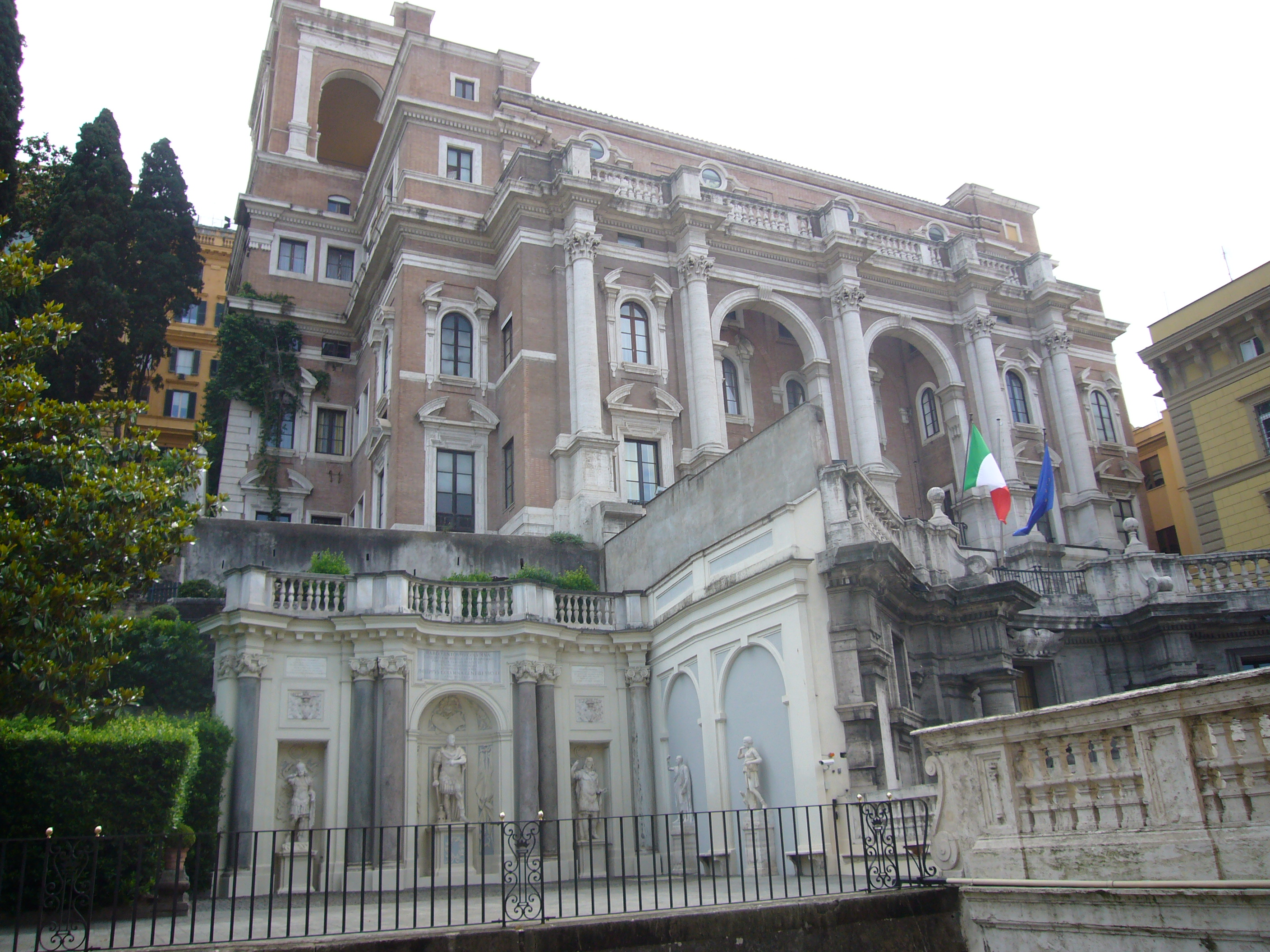
Sede della Cassa Nazionale Infortuni (ora INAIL) in via IV novembre a Roma. Progetto di Armando Brasini, 1928-34.

Nata su base volontaria nel 1883, fu il primo organismo di tutela contro gli infortuni sul lavoro sorto in Italia. Successivamente, con legge 17 marzo 1898, n. 80, l'assicurazione divenne obbligatoria, e venne imposto l'obbligo di versamento presso la "Cassa Nazionale Assicurazione Infortuni sul Lavoro" (CNAIL). I datori di lavoro, da tale data, ebbero l'obbligo di effettuare l'assicurazione contro gli infortuni sul lavoro dei loro dipendenti presso tale ente.

### Le riforme del ventennio fascista
Nel 1927 fu avviata l'unificazione di tutte le casse infortuni, comprese quelle private, e nacque la "Cassa Nazionale Infortuni". Con la legge 22 giugno 1933, n. 860 la Cassa venne ribattezzata "Istituto Nazionale Fascista per l'Assicurazione contro gli Infortuni sul Lavoro" (INFAIL). Nel 1935 vennero introdotti dei principi cardine che determinano il carattere pubblicistico dell'assicurazione infortuni e malattie professionali: la “costituzione automatica del rapporto assicurativo, l'automaticità delle prestazioni, l'erogazione di prestazioni sanitarie, la revisione delle rendite e una nuova disciplina nell'assistenza ai grandi invalidi”.

### Dal governo Badoglio I ad oggi
In seguito alla caduta del fascismo, il Governo Badoglio I eliminò la parola "Fascista" dalla denominazione dell'ente, che assunse quella attuale. Nel 1965 i principi fondamentali dell'assicurazione infortuni vengono tutti raccolti nel decreto del presidente della Repubblica 30 giugno 1965, n. 1124 e negli anni le successive modifiche ne estendono la portata. Il d.lgs. 19 settembre 1994, n. 626 assegnò all'Inail l'attività di informazione, consulenza e assistenza in materia di sicurezza e salute nei luoghi di lavoro, in particolare nei confronti delle imprese artigiane e delle imprese piccole e medie. La legge dicembre 1999, n. 493 introdussero l'obbligo assicurativo per i soggetti che svolgano lavoro casalingo in via non occasionale, gratuitamente e senza vincolo di subordinazione, per la cura della propria famiglia e dell'abitazione in cui vivono.
Nel 2010 l'Inail ha assorbito le funzioni dell'Istituto superiore per la prevenzione e la sicurezza del lavoro, (Ispesl) e dell'Istituto di previdenza per il settore marittimo (Ipsema), accrescendo ulteriormente le proprie competenze istituzionali, ai sensi della legge 30 luglio 2010, n. 122.

## Competenze e finalità
Tutta la normativa in materia di INAIL è regolata dal DPR 30 giugno 1965, n. 1124. A partire da tale DPR oltre all'infortunio sul lavoro è stata assicurata anche la malattia professionale, definita come quell'evento dannoso per il lavoratore, che agisce sulla sua capacità lavorativa e che origina da cause non violente (come invece nell'infortunio), bensì connesse con lo svolgimento di quell'attività lavorativa. L'obbligatorietà di partecipazione all'INAIL ha lo scopo di tutelare il lavoratore che, avendo una controparte diversa dal proprio datore di lavoro, non corre in questo modo rischi economici (dovuti ad esempio al fallimento del datore per cui lavora) e rischi derivanti dalla particolare situazione in cui si trova (il datore di lavoro si troverebbe in una posizione privilegiata). L'INAIL svolge inoltre attività di prevenzione degli infortuni (ai sensi del d. lgs 23 febbraio 2000, n. 38) e di ricerca (avendo assorbito il disciolto ISPESL) e di riabilitazione e reinserimento dei lavoratori infortunati, anche tramite sedi dei proprii centri protesi sul territorio nazionale. 
L'assicurazione all'INAIL è obbligatoria: se ricorrono le condizioni di legge i datori di lavoro debbono versare annualmente un premio assicurativo, che viene calcolato moltiplicando il tasso corrispondente all'effettivo rischio cui sono sottoposti i soggetti assicurati (diverso secondo l'attività lavorativa svolta ed al settore di appartenenza: artigianato, industria, terziario, altre attività) ed un millesimo delle loro retribuzioni complessive. 
L'INAIL, oltre ad assicurare e tutelare i lavoratori raggruppati nelle quattro classi tariffarie sopramenzionate, ha esteso la sua tutela con l'assicurazione obbligatoria anche per chi, uomo o donna, di età compresa tra 18 e 67 anni, svolge in maniera esclusiva, ovvero in via non occasionale, gratuitamente e senza vincolo di subordinazione, un lavoro destinato alla cura della propria famiglia e della casa. Sono esclusi da tale obbligo assicurativo tutti quei soggetti che svolgano anche altra attività che comporti l'iscrizione a forme obbligatorie di previdenza sociale. Il premio annuale, a carico dell'assicurato, è pari a 24 €; inoltre non vige l'automaticità delle prestazioni INAIL, L'assicurazione comprende i casi di infortunio avvenuti in ambito domestico in occasione ed a causa di tale attività che comportino la morte e l'inabilità permanente pari o superiore al 27%. Per tutti coloro che per l'anno precedente abbiano dichiarato un reddito annuo inferiore ai 4.648,11 euro, ovvero appartenenti ad un nucleo familiare il cui reddito complessivo non superi i 9.296,22 euro, il premio è a carico dello Stato, autocertificando i requisiti retributivi.
Con il versamento del premio assicurativo l'INAIL si assume l'onere economico derivante dagli infortuni sul lavoro e dalle malattie professionali che possano colpire i dipendenti e tutte le altre figure equiparate, soggette all'obbligo assicurativo, sia per quanto riguarda l'inabilità temporanea assoluta (cioè il periodo di astensione dal lavoro), sia l'eventuale invalidità permanente residuata. Anche se il datore di lavoro (tenuto per legge) non procede al versamento dei premi di assicurazione, però, il dipendente ha accesso alla tutela (principio della automaticità delle prestazioni). Il pagamento del premio esonera in genere dalla responsabilità civile il datore di lavoro, tenuto a risponderne solo in caso di colpa riconosciuta con sentenza definitiva del giudice.
Per verificare il rispetto delle leggi relative e per le altre finalità d'istituto, l'ente, svolge la sua attività ispettiva, oltre che autonomamente, anche congiuntamente all'Istituto nazionale della previdenza sociale (INPS), al Servizio per la prevenzione e la sicurezza negli ambienti di lavoro (SPSAL), ai carabinieri del nucleo per la tutela del lavoro e alla Guardia di finanza per sviluppare azioni sinergiche e razionalizzare l'attività ispettiva nei confronti delle aziende, come prevede la legislazione in vigore. In base al DPCM 23 febbraio 2016 i funzionari dei servizi ispettivi godono dello stato di ufficiali di polizia giudiziaria; inoltreil ruolo relatvo a tale categoria è stato ripristinato ai sensi del decreto legge 2 marzo 2024 , n. 19 - converitto in legge 29 aprile 2024, n. 56.

## Aspetti dibattuti
L'INAIL svolge la sua funzione assicurativa in regime di monopolio garantito dalla legge. In alcune occasioni è stata messa in dubbio l'opportunità politica di tale scelta e, in qualche caso, anche la sua legittimità, con riferimento alla sua compatibilità con il diritto comunitario.
Nel 2000 il Partito Radicale di Marco Pannella ed Emma Bonino raccolse e presentò in Cassazione 16 milioni di firme per proporre un referendum abrogativo su una ventina di quesiti, tra i quali uno recante la materia di "abolizione del monopolio dell'Inail", nel quale si chiedeva ai cittadini se fossero d'accordo sulla liberalizzazione del mercato delle agenzie per la sicurezza sul lavoro.
La Corte costituzionale, però, respinse molti dei quesiti referendari, ammettendone solo 7 ed eliminando, fra l'altro, quello per l'abolizione del monopolio dell'Inail. Il testo della sentenza, però, lascia aperta la problematica del monopolio ed anzi, spiega che andrebbe effettuata una modifica legislativa più completa, per raggiungere lo scopo che i Radicali si erano prefissati.
Infatti, si afferma che: "Occorre pertanto ribadire in questa sede quanto la Corte ebbe occasione di affermare nella sentenza ora citata in accordo con la migliore dottrina, ossia che la norma costituzionale "lascia piena libertà allo Stato di scegliere i modi, le forme, le strutture organizzative ritenute più idonee ed efficienti allo scopo", sempre che la scelta degli stessi sia tale da costituire "piena garanzia, per i lavoratori, al conseguimento delle previdenze alle quali hanno diritto, senza dar vita a squilibri e sperequazioni".
4. — Tanto premesso sul piano costituzionale e legislativo, la Corte, richiamandosi alla propria giurisprudenza in tema di motivi di inammissibilità del referendum, osserva che nel presente caso lo strumento referendario appare inidoneo a raggiungere il menzionato fine dei proponenti così come oggettivato nel quesito, dal momento che il medesimo non è suscettibile di essere conseguito per via di semplice abrogazione parziale della normativa esistente, ma richiederebbe una complessa operazione legislativa di trasformazione di tale assetto."
Nel 2002 la Corte di Giustizia della Comunità europea ha dichiarato la compatibilità del regime INAIL con i principi del Trattato riguardanti la libertà di concorrenza, in quanto si è ritenuto che detto Ente non svolga attività d'impresa. Sulla questione è intervenuta anche la migliore dottrina giuslavorista (v. D. Iarussi) che ha prevalentemente avallato la scelta operata dalla giurisprudenza comunitaria anche sulla scorta dei principi costituzionali interni.
Nel 2011 anche il think tank liberale Istituto Bruno Leoni ha rilanciato la proposta dell'abolizione del monopolio Inail.